# マルコス・ガルシア
マルコス・ガルシア・バレーノ（Marcos García Barreno, 1987年3月21日 - ）はスペイン・アイヴィーサ島サント・アントニ・デ・プルマニ出身のサッカー選手。ミエジュ・レグニツァ所属。ポジションはMF。通称マルキートス（Marquitos）。
U-16、U-17、U-19、U-20の各年代別スペイン代表の経験がある。

## 経歴
2006-07シーズンに彗星のごとく現れたドリブラーである。主にチームがボックス型の中盤を採用した時に、左サイドハーフとして27試合に出場して3得点を挙げた。レアル・マドリード戦ではマティアス・フェルナンデスのアシストを受けて得点し、クラブ史上初となるレアル・マドリードからの勝利に貢献した。しかし2007-08シーズンは左サイドハーフにロベール・ピレスを選択したためにマルキートスの居場所は無くなり、レクレアティーボ・ウェルバにレンタルされた。レクレアティボのキャプテンであるアイトールの壁は厚く、レギュラー奪取とはいかなかった。2008-09シーズンは2部のレアル・ソシエダにレンタルされ、1部昇格を目指す同チームの中心選手として活躍した。
2009年7月、ビジャレアルCFの下部組織時代の同僚であるセサール・アルソとともにレアル・バリャドリードへ4年契約で完全移籍した。9月20日のレアル・サラゴサ戦でデビューして初得点を決めた。2010年夏、ビジャレアルCF Bにレンタル移籍した。
2015-16シーズン前半はポーランド2部のミェジ・レグニツァでプレー。2016年1月11日、エクストラクラサのグルニク・ウェンチナに移籍した。

## 所属クラブ
- 2005-2006  ビジャレアルCF B
- 2006-2009  ビジャレアルCF

2007-2008 → レクレアティーボ・ウェルバ (loan)
2008-2009 → レアル・ソシエダ (loan)
- 2009-2012  レアル・バリャドリード

2010-2011 → ビジャレアルCF B (loan)
- 2012-2013  ヘレスCD
- 2013-2014  SDポンフェラディーナ
- 2014-2015  CEサバデル
- 2015-2016  ミェジ・レグニツァ
- 2016  グルニク・ウェンチナ
- 2016  PFCベロエ・スタラ・ザゴラ
- 2017-  ミェジ・レグニツァ